# 沈求我
沈求我（1917年—2001年3月13日），江苏吴江人，中国近代政治人物。

## 生平
沈求我早年曾就读于父亲沈建勋兴办的震泽中学，1931年考入苏州中学。1934年进入光华大学（今华东师范大学）化学系学习。抗日战争爆发后放弃学业，积极参加抗战。他曾担任重庆中国青年剧社秘书、南京海军总部医务处专员等职。1945年加入中国民主同盟。
中华人民共和国成立后，沈求我先后历任《光明日报》社资料室主任、编辑，甘肃省人民政府副秘书长、甘肃省政协副秘书长、甘肃省人大常委会副秘书长等职。他于1952年加入中国国民党革命委员会，1957年又加入中国共产党。他曾任民革中央副主席、中央名誉副主席，并且是第六、九届全国政协委员，第七、八届全国政协常委。2001年他在北京逝世，享年84岁。